# Powstanie w getcie białostockim
Powstanie w getcie białostockim (jid. ‏אויפֿשטאַנד פֿון ביאַליסטאָקער געטאָ‎; Ojfsztand fun bialistoker geto) – powstanie, które wybuchło 16 sierpnia 1943 roku. Był to drugi co do wielkości po powstaniu w getcie warszawskim zryw ludności żydowskiej przeciw okupacyjnym władzom niemieckim. Zostało zorganizowane, a następnie dowodzone przez Antyfaszystowską Organizację Bojową.

## Geneza
Do pojedynczych przypadków stawiania oporu Niemcom dochodziło jeszcze przed wybuchem powstania. Jednym z bardziej znanych wystąpień jest przypadek Icchoka Malmeda, który w obronie rodziny oblał kwasem solnym niemieckiego żołnierza biorącego udział w łapance Żydów. Do masowego zrywu doszło na wieść o niemieckich przygotowaniach do likwidacji getta, związanych z uruchomieniem komór gazowych w obozie Auschwitz-Birkenau. Było z góry skazane na niepowodzenie. Samo powstanie trwało niewiele ponad dobę, przez kolejne kilka dni broniło się jeszcze kilka punktów oporu. Przywódcy powstania, Mordechaj Tenenbaum i Daniel Moszkowicz, wobec beznadziejności sytuacji popełnili samobójstwo. Niedługo później getto zostało zlikwidowane, a jego mieszkańców wywieziono do obozów w Treblince, Majdanku, Auschwitz-Birkenau i Terezinie. Z ponad 60 tys. Żydów mieszkających przed wojną w Białymstoku i okolicach przeżyło zaledwie kilkuset.

## Przebieg powstania
Plan powstania opracował Daniel Moszkowicz. Zakładał on następujące działania:
Grupy bojowe wystąpią zbrojnie po raz pierwszy o godzinie 10 rano. W każdej fabryce winna znajdować się grupa samoobrony w ostrym pogotowiu. Główne jednak siły bojowców winny napaść na faszystów przy najsłabszym odcinku parkanu, otaczającego getto, na Smolnej. W tym miejscu należy przerwać pierścień wroga i oczyścić drogę do ucieczki masie pędzonej przez zbirów hitlerowskich. Z tego właśnie punktu, położonego przy Smolnej, prowadzi najkrótsza droga do lasu. Dla odciągnięcia stąd sił nieprzyjaciela należy jednocześnie zaatakować Niemców w 4 innych miejscach, a mianowicie: na Fabrycznej, Nowogródzkiej, Chmielnej i Ciepłej, tzn. wzdłuż całego terenu zbornego, na który spędzani są Żydzi z getta. Długość tego obszaru wynosi około kilkuset metrów.

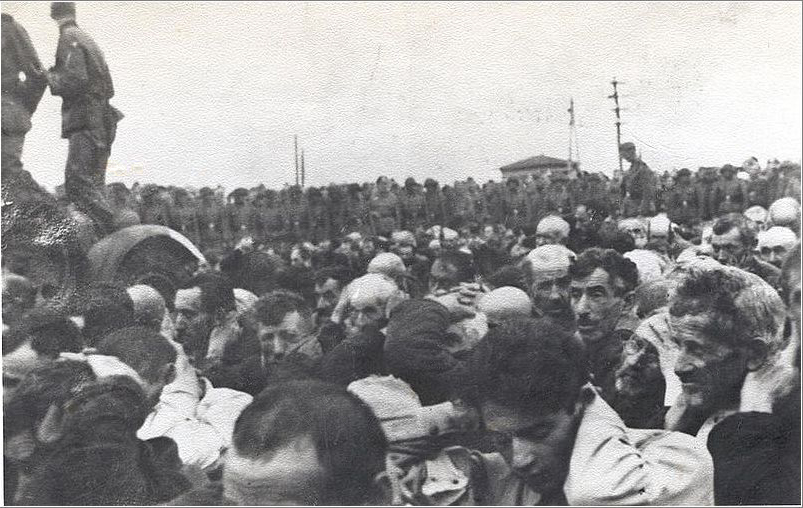
Białostoccy Żydzi podczas likwidacji getta. Zdjęcia wykonane przez niemieckiego żołnierza pomiędzy 15 a 20 sierpnia 1943

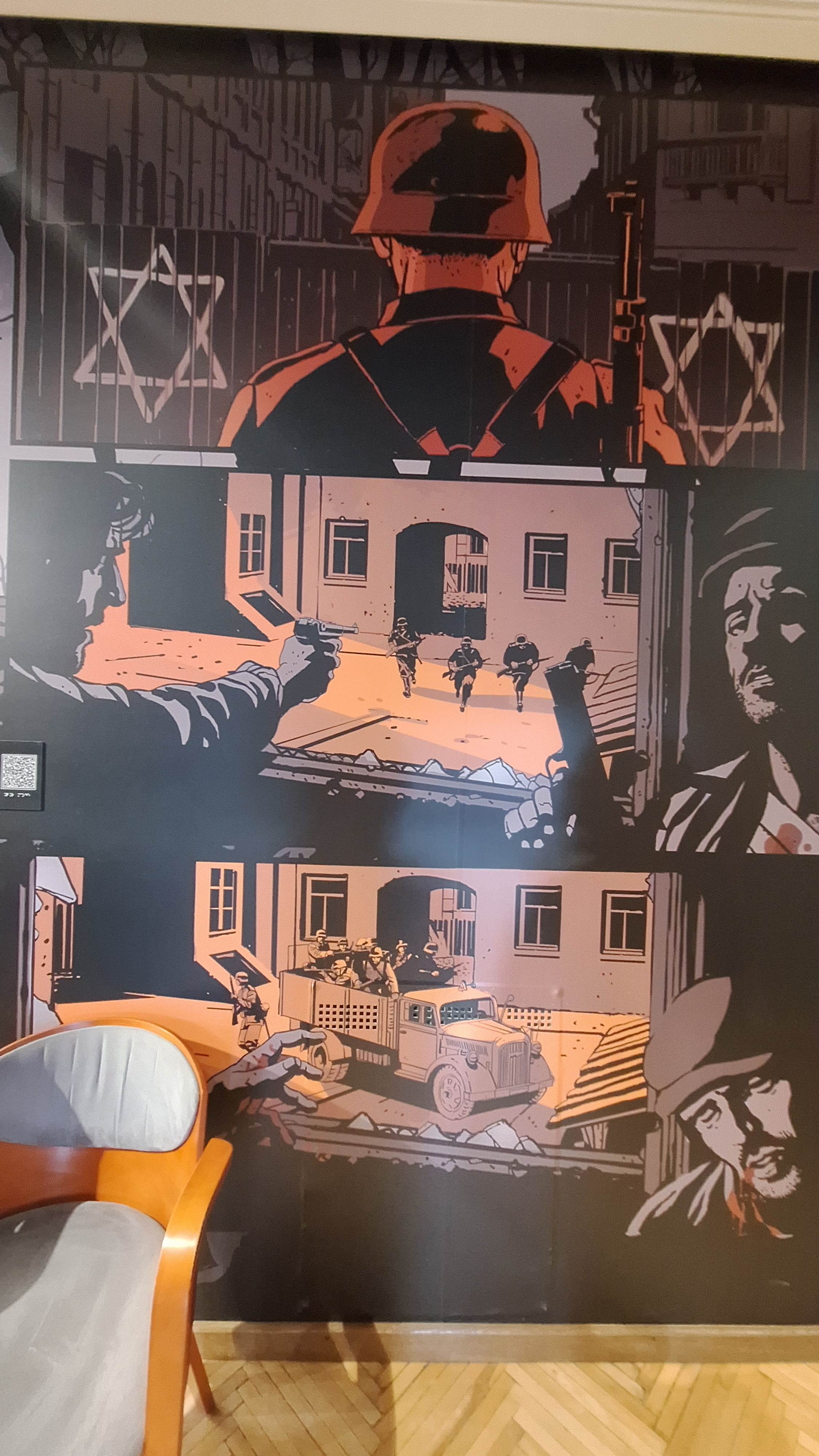
Muzeum Wojska w Białymstoku - element ekspozycji nawiązujący do powstania w getcie białostockim

W ostatecznej akcji likwidacyjnej udział wzięły 3 bataliony żandarmerii (1 batalion policji i 2 bataliony własowców). W nocy z 15 na 16 sierpnia 1943 r. getto zostało otoczone 3 kordonami. W akcji udział brała również artyleria i czołgi. Niemcy, nauczeni doświadczeniem z likwidacji powstania w getcie warszawskim, obsadzili również fabryki. Akcja rozpoczęła się rano 16 sierpnia. Żydzi mieli przenieść się na drugą stronę rzeki Białej. Istniały tam jedynie zabudowania drewniane, w których opór byłby bardzo utrudniony. Niemcy nie chcieli aby murowane domy stały się punktami oporu żydowskich bojowników.
Plan Moszkowicza nie został wykonany. Silny ostrzał, szczególnie w miejscu utworzenia wyłomu w parkanie, oraz brak amunicji zmusiły powstańców do wycofania się. Żydzi byli uzbrojeni jedynie w 25 karabinów i około 100 pistoletów. Walki trwały jeszcze w niewielkich punktach oporu. W tym czasie mieszkańcy getta zostali przepędzeni do dzielnicy Białostoczek, gdzie zostali załadowani do wagonów. Walka w getcie trwała jeszcze kilka dni. Akcja likwidacyjna zakończyła się 20 sierpnia 1943 r. Mienie pozostawione przez mieszkańców getta zostało przejęte przez niemieckie władze. Mieszkania zaś posłużyły do zakwaterowania osób wysiedlanych z rejonu Białowieży.
Co najmniej 30 tys. białostockich Żydów zostało wywiezionych do obozu zagłady w Treblince i obozu Auschwitz-Birkenau, a osoby zdolne do pracy − do obozu na Majdanku. Pozostający przy życiu białostoccy Żydzi zostali zamordowani na Majdanku 3 listopada 1943 podczas Aktion Erntefest.